# 赤井站
赤井站（日语：／ Akai eki */?）是一個位於日本福島縣磐城市平赤井字田中，屬於東日本旅客鐵道（JR東日本）磐越東線的鐵路車站。

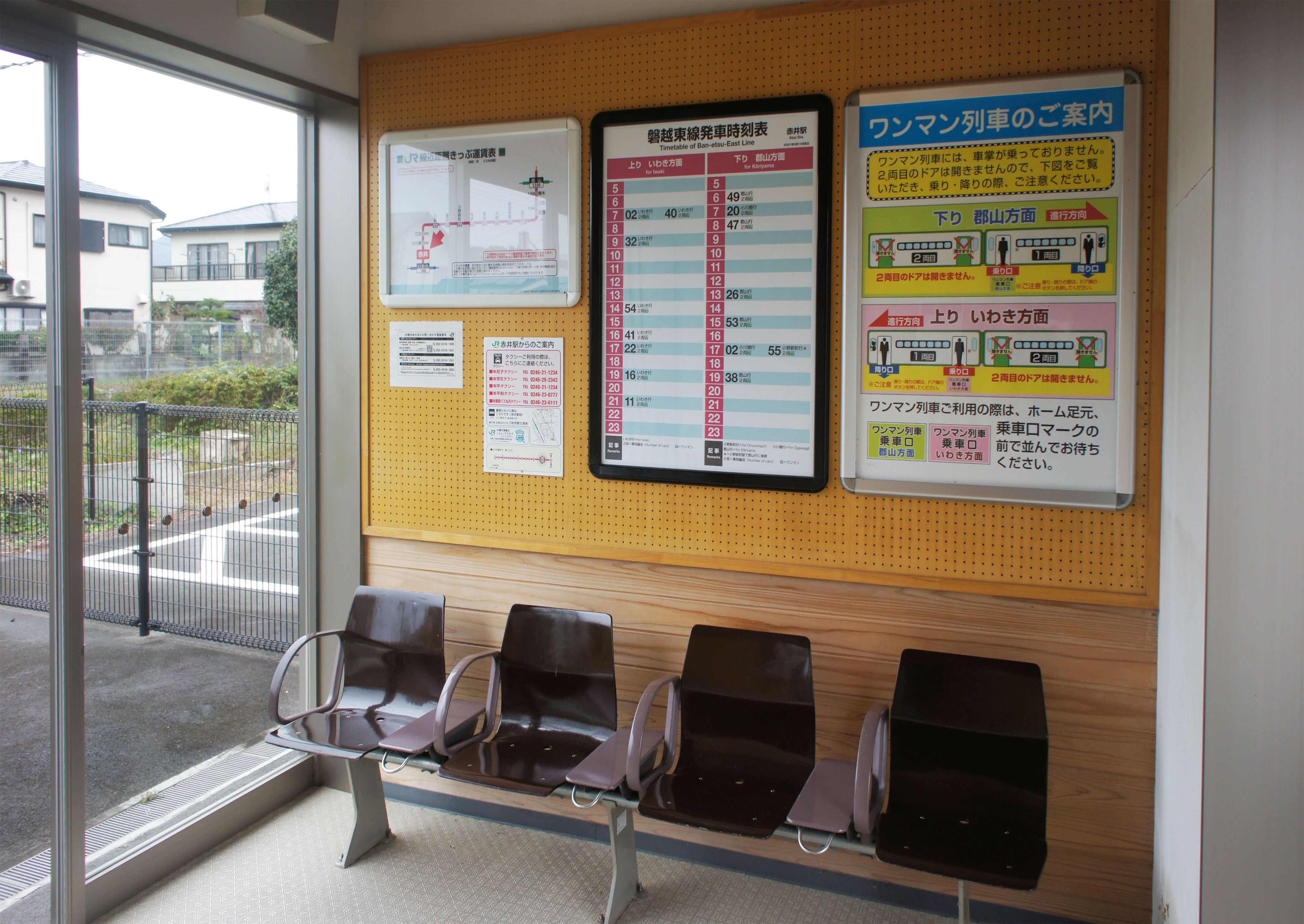
車站内部(2021年10月)

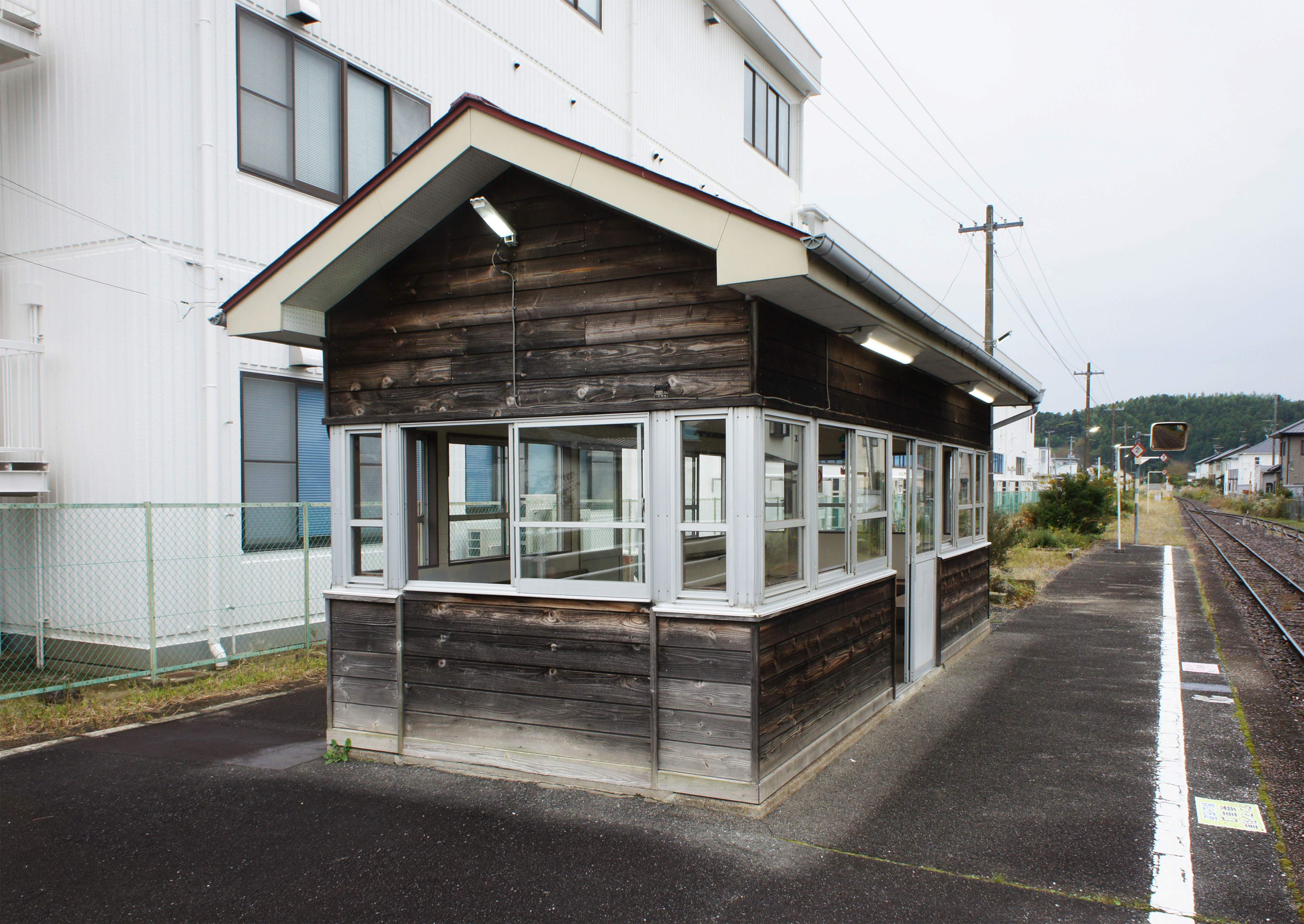
月台上的候車室(2021年10月)

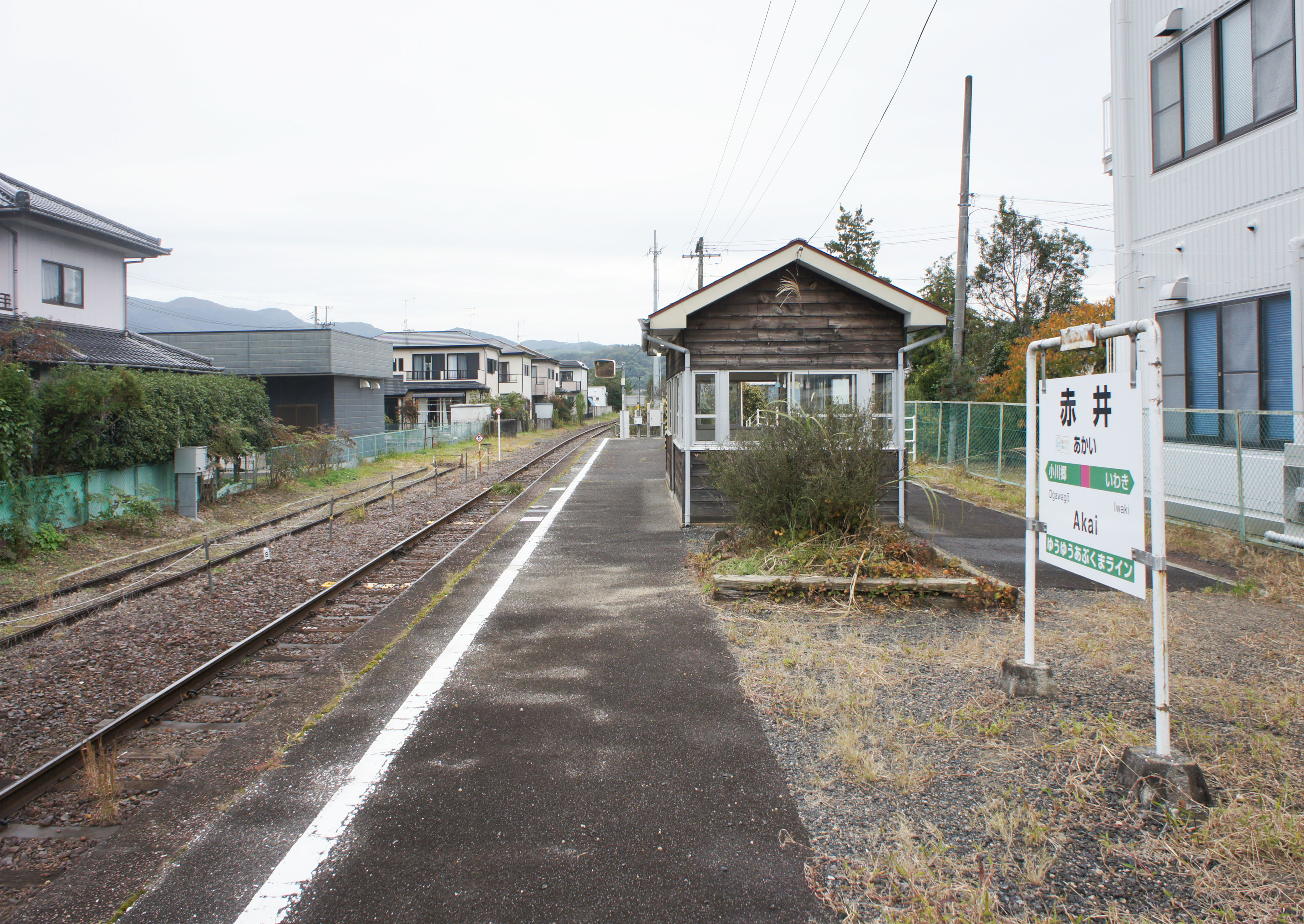
月台(2021年10月)

## 車站結構
側式月台1面1線的地面車站。截至1986年為止曾經設有島式月台1面2線。

## 相鄰車站
東日本旅客鐵道
■磐越東線
磐城－赤井－小川鄉

## 外部連結
- JR東日本 赤井駅 （页面存档备份，存于）